# .dk
.dk ist die länderspezifische Top-Level-Domain (ccTLD) des Staates Dänemark. Sie wurde am 14. Juni 1987 eingeführt und wird vom Dansk Internet Forum (auch DK Hostmaster genannt) mit Sitz in Kopenhagen verwaltet.

## Eigenschaften
Insgesamt darf eine .dk-Domain zwischen drei und 63 Zeichen lang sein. Die Bestellung ist jeder natürlichen oder juristischen Person gestattet. Ein Wohnsitz oder eine Niederlassung in Dänemark sind nicht erforderlich. Unternehmen sind aber dazu verpflichtet, ihre Umsatzsteuer-Identifikationsnummer bei der Registrierung anzugeben. Im Vergleich zu anderen ccTLDs verbietet es die Vergabestelle ausdrücklich, Domains zu registrieren, die durch Tippfehler viele Besucher anderer populärer Adressen anziehen wollen (siehe Tippfehlerdomains). Derartige Domains können seit 1. Juli 2007 sogar ohne Rückfrage gelöscht werden.
Im Gegensatz zu vielen anderen bekannten Domainendungen ist bei .dk-Domains keine Liveregistrierung vorgesehen. Nach der Bestellung der Domain wird diese zunächst in den Status „Reserved“ versetzt und eine Mail mit ID und PIN an den Mieter gesendet. Mit diesen Login-Daten kann anschließend die endgültige Registrierung vorgenommen werden.

## Bedeutung
Trotz der freien Verfügbarkeit spielt .dk im Vergleich zu anderen länderspezifischen Top-Level-Domains international kaum eine Rolle. Nach offiziellen Angaben waren im August 2023 etwa 1,3 Millionen .dk-Domains angemeldet, jedoch werden diese nur selten auf Plattformen wie Sedo gehandelt. Der teuerste bekannt gewordene Verkauf einer .dk-Domain betraf die Adresse photobox.dk, die 2010 zuletzt übertragen wurde.